# Didi Menosi
Didi Menosi (en hebreo: דידי מנוסי‎; 9 de mayo de 1928 - 20 de diciembre de 2013) fue un escritor, periodista, poeta, autor, dramaturgo, columnista y escritor satírico israelí.
Menosi nació en Geva, Afula, en la entonces Palestina del Mandato. Estudió Literatura en la Universidad Hebrea de Jerusalén. De 1962 a 2000, su rima columna satírica que trata con los acontecimientos actuales se publica cada semana en el diario Yediot Aharonot.
En 2006, fue diagnosticado con la enfermedad de Parkinson. Didi Menosi murió en la mañana del 20 de diciembre de 2013, a los 85 años de edad, en su casa de Ramat Gan, Distrito de Tel Aviv, Israel. Le sobreviven su esposa de 54 años y tres hijos.